# Embrionalni razvoj kičmene moždine
Embrionalni razvoj kičmene moždine ili neurulacija je proces koji se odvija u fetusnom periodu razvoja nervnog sistema, koji počinje od treće nedelje po fertilizaciji i traje do rođenja. Ljudska trudnoća po pravilu traje oko 38 nedelja, računajući pri tom period od trenutka oplodnje, odnosno začeća, do rođenja. Prvih osam nedelja nakon oplodnje ljudsko biće koje se formira u utrobi majke, naziva se embrion (što znači „iznutra rastuće“). U tom periodu, koji se naziva i embrionalni period, dolazi do formiranja najvećeg dela organskih sistema ljudskog organizma. Sa otprilike 17 dana, epiblast embriona je već stvorio tri specifična tkiva, ili jezgrine ovojnice, koje se zovu  ektoderm,  endoderm, i  mezoderm. Iz ektoderma se formira neuralna ploča (osnova razvoja nervnog sistema), koja je indukovana razvojem iz mezoderma. Nakon što se krajevi neuralne ploče postepeno saviju i međusobno približe, nastaje neuralna cev, koja se u daljem toku diferencira proksimalno, u moždani pramehur, iz koga će se razviti mozak i distalni deo iz koga se razvija kičmena moždina, koja se do kraja embrionalnog razvoja uobličava unutar kičmenog stuba i na rođenju ploda pruža se od velikog potiljačnog otvora pa se sve do trećeg slabinskog (L3) pršljena.

## Tok embrionalnog razvoja
Embrionalni razvoj kičmene moždine je složeni proces koji se odvija kroz više faza počev od trećе nedelje intrauterinog života fetusa, a zavrđava sa rođenjem deteta. Razvoja centralnog nervnog sistema počinje u trećoj nedelji intrauterinog života fetusa, nakon što se na dorzanoj strani embriona zadebljava ektoderm i formira neuralna ploča. Ovaj proces se naziva indukcija neuralne ploče, najverovatnije je indukovana iz mezoderma. kada se gastrulacijom između slojeva bilaminarnog diska koji se nalazi između amnionske i žumančane šupljine, a koji čine epiblast (budući ektoderm) i hipoblast (budući endoderm), formira treći sloj (mezoblast budući mezoderm) a zatim i notohorda.
Procesom neurulacije nastaje neuralna cev koja će dati mozak i kičmenu moždinu. Kičmena moždina se formira iz dva dela. Proksimalni deo kičmene moždine, do polovine sakralnog segmenta, nastaje u procesu primarne neurulacije.

### Neurulacija
Neurulaciju čine procesi u toku koji kojih se formira nervna ploča i vrši njeno pretvaraje u nervnu cev. Tokom neurulacije preembrion se naziva neurula. Ona dovodi do diferencijacije trake nespecijalizovanih ćelija ektoderma u primordijum centralnog nervnog sistema.
U procesu neurulacije u embrionskom razvoju nervna ploča, se nakon savijanja, zatvara u nervnu cev. Ovaj stadij razvoja embriona označva se kao neurula. Proces počinje kada je notohord indukuju formiranje centralnog nervnog sistema (CNS) signalizacijom iz ektodermske klice i kada se iznad njega formira gusta i ravna nervna ploča. Ta ploča se savija prema gore, tako da se naknadnim uvijanjem prema uzdužnoj osi formira nervna cev, koji će se kasnije diferencirati u kičmenu moždinu i mozak, koji na kraju čine centralni nervni sistem.
Različiti delovi neuralne cevi obliku dva različita procesa — primarna i sekundarna neurulacija.

#### Primarna neurulaciji
Primarna neurulacija je faza embrionalnog razvaoja u neurulacije u kojoj se neuralna ploča nabira put unutra do svojih ivica, tako da vrhovi dve krivina dolaze u međusobni kontakt kako bi se sasvim zatvorile u cev.
Primarni neurulacija javlja se kao odgovor na rastvorljivi faktor rasta koga luči notohord. Različiti signali indukuju ektodermalne ćelije da formiraju neuroektoderm. Ektoderm šalje i prima signale morfogenog proteina kosti 4 (BMP4), a ćelije koje primaju signal BMP4 se razviju u epidermu.
Za formiranje neuralne ploče potrebni su i inhibitorni signali hordina, nogina i folistatin a. Ovi inhibitorne signale stvara i emituje Hans Spemannov organizator. Ćelije koje ne primaju BMP4 signalizaciju zbog efekata inhibicije signala, razvijaju se u prednje neuroektodermalne ćelije neuralne ploče. Ćelije koje primaju faktor rasta fibroblasta (FGF) pored inhibitorni signala, formiraju ćelije zadnje nervne ploče.
Indukovani ektoderm postaje zadebljala nervna ploča koja se transformiše prvo u uzdužni žleb, a zatim konačno u cev. Elongacijom mikrotubula kockaste ćelije ektoderma na koje dejstvuje indukcija notohorda postaju visoke cilindrične ćelije koje čine nervnu ploču.
Do formiranja sulkusa dolazi usled kontrakcije prstena aktinskih filamenata u predelu apeksa cilindričnih neuroepitelnih ćelija, jer oni dovodi do njegovog sužavanja i pretvaranja cilindrične u piramidalnu ćeliju, i nagomilavanja ekstracelularnog matriksa u mezenhimu nervnih nabora.
Nakon što se postepeno krajevi neuralne ploče udubljuju i formiraju neuralni žleb, krajevi neuralne ploče se postepeno savijaju i približavaju i u završnom procesu spajaju, formirajući neuralnu cev.
Neuralna cev se potom počinje zatvarati u vratnom ili cervikalnom delu i taj proces nastavlja kranijano i kaudalno, sve dok se u potpunosti neuralna cev ne zatvori do kraja četvrte nedelje trudnoće. Na završetku ovog procesa ostaju dva otvora proksimalno (lat. neuroporus cranialis) i distalno (lat. neuroporus caudalis), kroz koja neuralna cev komunicira sa amnionskom šupljinom.
Kada se spoje krajevi neuralne cevi, na dorzanoj strani se formira neuralni greben iz koga se razvijaju spinalni ganglion i ganglioni moždanih nerava. Ćelije u unutrašnjosti neuralne cevi stupaju u mitozu i migriraju prema ventrikularnoj površini, formirajući ventrikularnu zonu i ependim. Nakon nekoliko sati deo ćelija nastavlja deobu i kreće se iz lumena prema spolja formirajući intermedijernu zonu koja odgovara sivoj masi kičmene moždine.

#### Sekundarna neurulacija
Skundarna neurulacija je deo procesa neurulacije u kome se neuralna cev potpuno oblikuje, sa kanalom, koji je u unutrašnjosti od čvrstog prethodnika – nervne ploče.
U daljem toku embrionalnog razvoja, neuralna cev se diferencira u proksimalni deo ili moždani pramehur (lat. arhencephalon), iz koga će se razviti mozak i distalni deo od koga se razvija kičmena moždina.
Od grupe nediferenciranih ćelija koja se naziva kaudalna ćelijska masa formira se nekoliko spojenih vakuola, a zatim cev (kanalizacija) koja se spaja s proksimalnim delom neuralne cevi nastalim primarnom neurulacijom. Retrogresivnom diferencijacijom (38 dan gestacije) u procesu apoptoze i nekroze, dolazi do skraćenja distalnog dela neuralne cevi i formiranja konusa medule spinalis, kaude ekvine, terminalnog filum i ventrikulusa terminalis. Terminalni ili peti ventrikulus je fokalna dilatacija središnjeg kanala medule unutar konusa, koja kasnije nestane tako da u zdravih individua nema značajne dilatacije centralnog kanala.
Nakon retrogresivne diferencijacije rast neuralne cevi je sporiji od rasta prđljenova i spinalnog kanala tako da dolazi do relativnog kranijalnog pomicanja distalnog kraja medule u odnosu na leđne prđljenove, tzv. ascent kičmene moždine. Korenovi spinalnih živaca lumbalnog i sakralnog dela moždine koji su bočno, kroz intervertebralne otvore, direktno izlazili iz spinalnog kanala sada se izdužuju i formiraju kaudu ekvinu.

#### Diferencijacija neuralne cevi
Veći deo nervnog tkiva potiče od nervne cevi. Kranijalne dve trećine nervne cevi predstavljaju budući mozak, a kaudalna trećina buduću kičmenu moždinu. Od lumena nervne cevi, nervnog kanala, nastaće moždane komore i centralni kanal kičmene moždine.
Čim se neuralna cev zatvori ona se odvaja od kožnog ektoderma - disjunkcija. Ćelije mezenhima migriraju u prostor između neuralne cevi i kože; kasnije one formiraju meninge, neuralne lukove pršljenove i paravertebralne mišiće.
U početku, odmah po zatvaranju, nervna cev se sastoji od jednog sloja neuroepitelnih ćelija koje svojim rasporedom daju utisak pseudoslojevitog epitela. Sve neuroepitelne ćelije imaju sposobnost deobe i od njih nastaju dve osnovne vrste ćelija:
- neuroblasti — od kojih će nastati neuroni, i
- glioblasti — od kojih će nastati makroglija (neuroglija).

Mikroglija (mezoglija) potiče od monocita ili matičnih ćelija mezenhima.
Deo ćelija intermedijerne zone migriraju potom prema površini neuralne cevi formirajući marginalnu zonu od koje će se kasnije razviti bela masa odnosno funikulusi kičmene moždine.
Diferencijacija ćelija kičmene moždine
Ćelije sve tri zone kičmene moždine doživljavaju svoju diferencijaciju u zrele neurone i glija ćelije. Međutim, nije poznato kojim mehanizmima se uspostavljaju veoma složene veze među neuronima. Zna se da dio neurona odumre zbog obrazovanja neadekvatnih veza.
U trećem mesecu embrionalnog razvoja kičmeni stub i dura rastu brže od kičmene moždine, tako da ona zaostaje za njima. Ovaj fenomen se naziva lat Ascensus medullae spinalis.

## Granice kičmene moždine po embrionalnom razvoju
Po rođenju deteta kičmena moždina se proteže od velikog potiljačnog otvora do trećeg slabinskog (L3) pršljena, a kod odraslih u granicama proksimalno do velikog potiljačnog otvora (lat. foramen occipitale magnum), a kaudalno do sredine trupa, prvog slabinskog (L1) i/ili gornje trećine trupa drugog slabinskog (L2) pršljena.

## Literatura
- Popović, S: Embriologija čoveka, Dečije novine, Beograd, 1990
- Pantić, V: Embriologija, Naučna knjiga, beograd, 1989
- Alberts B, et al: Molecular Biology of the Cell, 4th. Ed, Garland Science, NY, 2002
- Carlson BM: Human embryology and developmental biology, 3 rd Ed, Mosby, Philadelphia, 2004
- Moore KL, Persaud TVN: The Developing Human, 6 th Ed, Saunders, Philadelphia, 1998
- Trpinac D: Embriologija, 2. izdanje, Kua štampe, Beograd, 2001

## Spoljašnje veze
|  | Molimo Vas, obratite pažnju na važno upozorenje u vezi sa temama iz oblasti medicine (zdravlja). |